# Maia (Portugal)
Maia es una ciudad portuguesa en el distrito de Oporto, región estadística del Norte (NUTS II) y comunidad intermunicipal de Gran Área Metropolitana de Oporto (NUTS III), con cerca de 38 543 habitantes en su núcleo central y con unos 135 306 habitantes dentro de su término municipal.
El aeropuerto internacional de Oporto se localiza en el municipio de Maia, en Pedras Rubras, Moreira, Maia, Grande Porto.

## Historia
La zona del actual municipio está habitada desde hace milenios, con ocupación humana que se remonta al Paleolítico. En las numerosas colinas de la región se han encontrado restos de pueblos de la Edad del Hierro. Atraídos por la riqueza del suelo y la abundancia de recursos, los romanos también dejaron marcas visibles de su ocupación en la zona. A mediados del siglo XIII, las Tierras de Maia (Terras da Maia) se extendían desde la ciudad de Oporto hasta el río Ave y desde el mar hasta las montañas. En 1304 las Tierras de Maia se incorporaron a las de Oporto, perdiendo su autonomía política y administrativa. En 1360, el rey Pedro I de Portugal cedió las tierras de Azurara (actual Vila do Conde), con tierras en Maia, al entonces infante Denis, señor de Cifuentes, su hijo. La historia de este municipio también está estrechamente ligada a la fundación de la nación portuguesa. Algunos autores sostienen que incluso el príncipe Afonso Henriques se había educado aquí, junto a la familia de Mendes da Maia, que pertenecía al arzobispo de Braga D. Paio Mendes y al famoso guerrero Gonçalo Mendes da Maia, el “Lidador” (hoy el héroe de la ciudad), llamado así por haber entablado una lucha valiente contra los sarracenos. En la Era de los Descubrimientos, la región de Maia producía velas y tejidos para su uso en las carabelas portuguesas. A principios del siglo XVI, el rey Manuel I de Portugal otorgó el fuero, que preveía el pago de la renta a los donados Reguengos de Maia, y regulaba cómo se llevaban a cabo los castigos y los tribunales. Entre 1700 y 1836, la comarca estaba compuesta por 44 parroquias y abarcaba todo el rango entre el mar y los ríos Leça y Ave. Con las reformas administrativas iniciadas en 1836, Maia se convirtió en un municipio separado, pero se redujo tanto en área como en número de parroquias. En 1857, el municipio de Maia ya no existía, luego fue restaurado en 1868. El municipio de Maia fue atravesado en 1809 por el ejército napoleónico del duque de Dalmacia, el mariscal Soult, que iba de Braga a Oporto. Entre 1832 y 1834, en los turbulentos años de luchas y guerra civil entre Miguel de Portugal y Pedro IV de Portugal, fue escenario de cruentas batallas entre las facciones absolutistas y liberales.

## Geografía

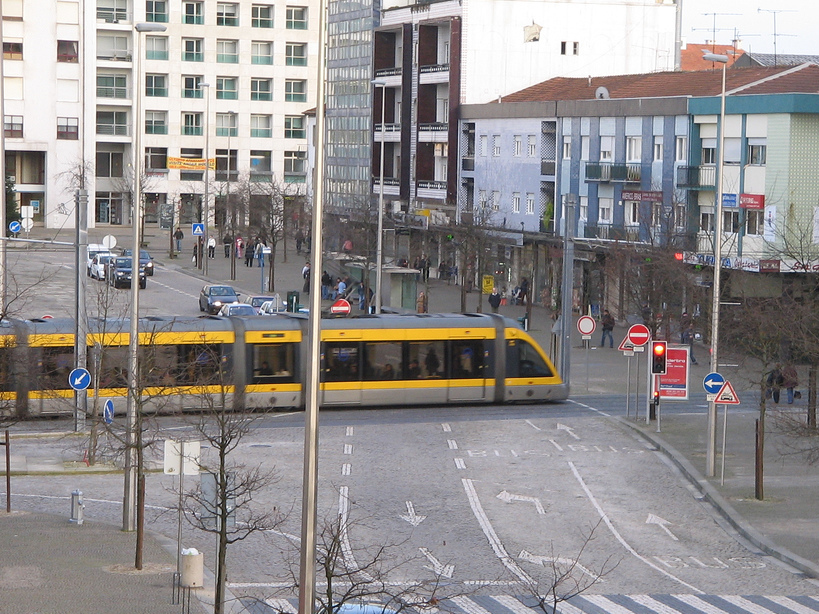
Fórum de Maia.

Es sede de un pequeño municipio con 83,70 km² de área y 134 988 habitantes (2021), subdividido en 10 freguesias. El municipio está limitado al norte por los municipios de Trofa y de Santo Tirso, al este por Valongo, al sudeste por Gondomar, al sur por Oporto, al sudoeste por Matosinhos y al noroeste por Vila do Conde. La ciudad se encuentra conectada con Oporto por el Metro do Porto.
El municipio da Maia tiene uno de los mayores parques industriales de la región de Porto, y es uno de los mejores en índices de calidad de vida de todo Portugal. Tiene una institución de enseñanza superior: el ISMAI.

## Demografía
| Gráfica de evolución demográfica de Maia entre 1849 y 2021 |
|                                                            |
| Datos según el nomenclátor publicado por el INE portugués. |

## Freguesias
Las freguesias de Maia son las siguientes:
- Águas Santas
- Castêlo da Maia
- Cidade da Maia
- Folgosa
- Milheirós
- Moreira
- Nogueira e Silva Escura
- Pedrouços
- São Pedro Fins
- Vila Nova da Telha

## Administración y política
En las elecciones autárquicas del 11 de octubre de 2009 los resultados fueron los siguientes:
- PPD/PSD: 36 647votos (57,76%): 8 representantes
- PS: 16 380votos (25,82%): 3 representantes

El resto de candidaturas no obtuvieron representantes.
Con estos resultados el PPD/PSD gobierna en la localidad con mayoría absoluta.